# Musa-Bölverk
Musa-Bölverk (Músa-Bǫlverkr), död ca 970, tycks ha varit den isländska sagatidens kanske största ingenjörsbegåvning. Varför han kallades mús (”musen”) är inte känt.
Bölverk bodde på gården Hraunsás (”Lavaås”) vid älven Hvítá (”Vitån”) på sydvästra Island. Hans far hette Torarin med tillnamnet ”den onde”, och Bölverk hade också en syster vid namn Sigrid. Hon var gift med stormannen Illuge den röde, och det var denne som överlät Hraunsás på Bölverk när han själv flyttade till Hovstad i Reykjadal.
Bölverk är känd för att ha ändrat riktningen på älven Hvítá. Det var den andra flodregleringen på Island under 900-talet. Den första skedde omkring år 930 när Öxará avleddes vid Brúsastaðir och styrdes ner mot Þingvellir för att förse tingsplatsen med rinnande vatten. Hvítá är dock en betydligt större flod än Öxará. Om regleringen av Hvítá berättas i Landnámabók att Musa-Bölverk  vid gården Hraunsás lät bygga ”ett virke” (virki) med vars hjälp älven leddes genom åsen, i stället för att som tidigare falla ner genom Melrakkadalen. Ordet virki betyder ”fästning”, men det har rört sig om en kombination av befästning och fördämning. Tekniskt har det gått till så, att man, förutom att dämma upp, grävde en kort, ganska grund kanal som sedan älven själv fick utvidga. Älven grävde sig då på kort tid djupt ner i sitt nya läge längs med kanten av lavamarken Hallmundarhraun. Melrakkadalen – där älven tidigare forsade fram – heter numera Skolladalur, och den gamla älvfåran kan fortfarande skönjas, även om det på många ställen i den östliga delen har skett skred som utplånat alla spår.

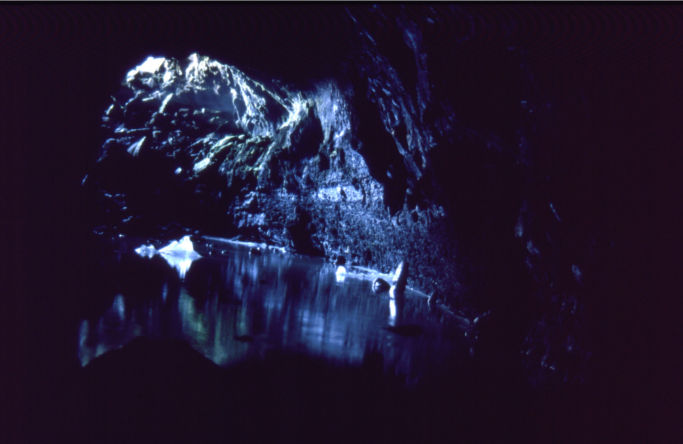
Lavagrotta vid Surtshellir.

Omkring år 970 blev Bölverk överfallen i sitt virki och dräpt av de båda tonårsbröderna Tind Hallkelsson och Illuge den svarte. Motivet tycks ha varit blodshämnd. Antagligen hade Bölverk i något bygdebråk dräpt deras äldste bror Torarin, och troligen var det rädsla för hämnd som fick Musa-Bölverk att befästa gården och ändra flodens lopp. Älven kom nu att ligga mellan Gilsbakki, där Hallkelssönerna bodde, och Hraunsás.
I isländsk folkdiktning har Bölverks virki kommit att bli ett centrum för fredlösa. Musa-Bölverk är också en av huvudpersonerna i Hellismanna saga (”Grottmännens saga”), som handlar om dråpet på arton fredlösa i lavagrottorna vid Surtshellir. (Om detta dåd berättas också i Landnámabók.)
Hellismanna saga finns utgiven av Guðni Jónsson i andra bandet av Íslendinga sögur. Men någon fornsaga i egentlig mening rör det sig inte om. Sagan sammanställdes av historikern Gísli Konráðsson, visserligen på grundval av fornskrifter men också utifrån sentida uppteckningar av det slag som folkminnesforskaren Jón Árnason samlade in på den isländska landsbygden vid 1800-talets mitt.